# Angelo Di Pietro
Angelo Di Pietro (Vivaro Romano, 22 maggio 1828 – Roma, 5 dicembre 1914) è stato un cardinale e arcivescovo cattolico italiano.

## Biografia
Nacque a Vivaro Romano, nella diocesi di Tivoli, il 22 maggio 1828 da Camillo Di Pietro, parroco del luogo.

### Ministero episcopale
Il 25 giugno 1866 fu nominato da Papa Pio IX vescovo titolare di Nissa di Licia e vescovo ausiliario di Velletri; venne consacrato vescovo dal cardinale Gustav Adolf von Hohenlohe-Schillingsfürst. Il 28 dicembre 1877 fu promosso alla sede di Nazianzo con il titolo di arcivescovo. Il 18 gennaio 1878 divenne delegato apostolico e legato straordinario in Uruguay, in Paraguay ed in Argentina. Successivamente fu nunzio apostolico nell'Impero brasiliano dal 30 settembre 1879, in Baviera dal 21 marzo 1882 e in Spagna dal 23 maggio 1887.
Intorno al 1902, rimasto legato al luogo della sua nascita, decise di affrancare Vivaro Romano dal debito annuale che il paese aveva nei confronti del Principe possidente della famiglia Borghese; donò tutti i possedimenti ai cittadini che lo gestiscono ancora oggi attraverso l'università agraria.

### Cardinalato
Papa Leone XIII lo elevò al rango di Cardinale nel concistoro del 16 gennaio 1893; il 15 giugno seguente ricevette la berretta cardinalizia con il titolo dei Santi Bonifacio e Alessio.
Il 22 giugno 1903 optò per il titolo di san Lorenzo in Lucina e nello stesso anno partecipò al conclave che elesse Papa Pio X.
Nel 1908 si fece promotore di una completa ricostruzione della Chiesa parrocchiale di San Biagio di Vivaro Romano, in luogo della precedente antica Parrocchia ormai fatiscente, così come del Santuario a Maria Santissima Illuminata.
Nel 1914 partecipò al conclave che elesse Papa Benedetto XV.

### Morte
Morì a Roma il 5 dicembre 1914 all'età di 86 anni, per essere tumulato nella cappella del Capitolo vaticano al cimitero del Verano a Roma.

## Genealogia episcopale
- Cardinale Scipione Rebiba
- Cardinale Giulio Antonio Santori
- Cardinale Girolamo Bernerio, O.P.
- Arcivescovo Galeazzo Sanvitale
- Cardinale Ludovico Ludovisi
- Cardinale Luigi Caetani
- Cardinale Ulderico Carpegna
- Cardinale Paluzzo Paluzzi Altieri degli Albertoni
- Papa Benedetto XIII
- Papa Benedetto XIV
- Cardinale Enrico Enriquez
- Arcivescovo Manuel Quintano Bonifaz
- Cardinale Buenaventura Córdoba Espinosa de la Cerda
- Cardinale Giuseppe Maria Doria Pamphilj
- Papa Pio VIII
- Papa Pio IX
- Cardinale Gustav Adolf von Hohenlohe-Schillingsfürst
- Cardinale Angelo Di Pietro

## Successione apostolica
- Vescovo Pedro Juan Aponte (1879)
- Arcivescovo Cláudio José Gonçalves Ponce de Leão, C.M. (1881)
- Vescovo Arsenio del Campo y Monasterio, O.S.A. (1888)
- Arcivescovo Francisco Sáenz de Urturi y Crespo, O.F.M. (1891)
- Patriarca Jaime Cardona y Tur (1892)